# Plectris integrata
Plectris integrata är en skalbaggsart som beskrevs av Bates 1887. Plectris integrata ingår i släktet Plectris och familjen Melolonthidae. Inga underarter finns listade i Catalogue of Life.